# Aleksandr Karaczewcew
Aleksandr Karaczewcew (ros. Александр Карачевцев Павлович; ur. 28 grudnia 1953) – radziecki, a następnie rosyjski urzędnik konsularny, dyplomata.

## Życiorys
Absolwent Moskiewskiego Państwowego Instytutu Stosunków Międzynarodowych – MGIMO MSZ ZSRR (ros. Московский государственный институт международных отношений – МГИМО МИД СССР) (1979). Włada językami – niemieckim i duńskim. Nadano mu rangę Posła 2 klasy (2006–).
W radzieckiej, a następnie rosyjskiej służbie zagranicznej od 1979, m.in. zajmując funkcje – naczelnika oddziału w departamencie kadr MSZ (2002–2004), konsula generalnego w Monachium (2004–2009), z-cy dyr. Departamentu Bezpieczeństwa MSZ (2010–2013), konsula gen. w Gdańsku (2013–).